# Челаковский, Яромир
Яромир Челаковский (чеш. Jaromír Čelakovský, 21 марта 1846, Бреслау — 16 октября 1914, Прага) — видный историк чешского права, архивариус, юрист, редактор, педагог, доктор наук, ректор Карлова университета (1911—1912).

## Биография
Сын чешского поэта Ф. Л. Челаковского, младший брат ботаника Л. Й. Челаковского.
С 1865 года изучал право. После окончания университета работал в Государственном гражданском суде и в 1871 году получил должность помощника в Пражском городском архиве. Провел обширные исследования по истории права, работал редактором национальной газеты.
После разделением Пражского университета на Чешский и Немецкий (в 1883), стал читать в первом историю права на чешских землях. Многолетние разыскания в архивах чешских, немецких, польских и русских (в Москве) дали ему возможность собрать богатейший материал для истории чешского права, давно уже подготовляемой им к изданию.
Был деканом юридического факультета Карлова университета, а в 1911—1912 годах — ректором университета.
В издании «Archiv Cesky» опубликовал «Registra soudu komornìho» (до 1511 г., в томах VII—XIII), изложив во введении историю этого суда. Организацию и компетенцию его изложил в особой статье: «Soud komorní za králo Vladislava II» (1895). Множество статей по истории чешского права помещено им в чешском энциклопедическом словаре («Slovník Naučny»). Из них особенный научный интерес имеет статья «Povšechne Českè dějiny právní», в переработанном и более обширном виде вышедшая и отдельным изданием (2-е изд. 1900). Это — в сущности, целый курс истории чешского права, самостоятельно разработанный и первый на чешском языке.
Состоя депутатом чешского сейма (с 1878 г., с небольшим перерывом), а некоторое время (1879—1881) — и венского рейхсрата, Я. Челаковский особенно много потрудился на пользу чешской народной школы. Избранный (в 1891 г.) председателем центральной школьной матицы, развил и усилил её деятельность. Принимал деятельное участие в печатном органе младочешской партии — «Народных Листах», где помещал статьи преимущественно по школьному и экономическим вопросам. Школьному вопросу посвящена его брошюра «Reorganisace zemské školni rady pro král. Ceské» (1880). С 1898 г. состоял членом земского школьного совета. В 1900 г. вновь вошел в число младочешских депутатов парламента, но вскоре парламент был распущен, и Я. Челаковский при новых выборах не выставлял своей кандидатуры. Работал также директором Архива г. Праги.
Похоронен на Ольшанском кладбище Праги.